# Musée suisse de l'appareil photographique
Musée suisse de l’appareil photographique (Švýcarské muzeum fotoaparátů) je muzeum ve švýcarském Vevey, které se věnuje dějinám fotografie a obsahuje sbírku historických fotoaparátů.

## Historie
Muzeum založil v roce 1971 Claude-Henri Forney a pro veřejnost bylo otevřeno v roce 1979. Původní sídlo bylo v malém bytě na Grand Place 5. V roce 1989 se přestěhovalo do budovy z 18. století v Ruelle. Jedním z důvodů pro výběr tohoto místa bylo to, že je spojen podzemní chodbou se sousední budovou Grande Place, což umožnilo rozšíření muzea v roce 2001.
Současnými řediteli jsou Jean-Marc Bonnard Yersin a Pascale Bonnard Yersinová.